# طائرات (فلم)
طائرات (بالإنجليزية: Planes) هو فيلم فنتازيا أنتج في الولايات المتحدة سنة 2013، من إخراج كلاي هال وبطولة داين كوك، ستيسي كيتش، بريانكا تشوبرا وسيدريك ذا انترتينر. انتجته استوديوهات ديزني تون ستوديوز وصدر عن والت ديزني وهو من تفريعة شركة بيكسار لفيلمها سيارات بالرغم من عدم إنتاج بيكسار، كان الفيلم شارك في كتابة والسلطة التنفيذية التي تنتجها بيكسار وأفلام والت ديزني المدير الابداعي جون لايستر، الذي اشرف على سيارات. مثل العديد من أفلام ديزني تون الممثلين المرموقين. لاقى الفيلم نجاحات عالية باجمال شباك التذاكر بمقدار 239300000 في جميع انحاء العالم.
للفيلم تكملة فيلم بعنوان طائرات: حرائق وإنقاذ
عرض على تلفزيون ج بتاريخ 2015/7/18 بثاني أيام عيد الفطر السعيد لأول مرة

## القصة
الطائرة Dusty crophopper هو طائرة رش الاسمدة للمحاصيل الزراعية الذي يعمل في حقل الذرة وغالبا ما يتمرن حالما في الدخول بمسابقات الطائرات ويتسابق مع الطائرات الأخرى، ودوما ما يسخر منه رئيسه على احلامه، لكن يساعده صديقه شاحنة الوقود تشوغ، ولكن دائما ما تنبه صديقته الميكانيكية داتي على عدم القيام بهذا، يقرر بالاشتراك في مسابقة الاجنحة يساعده صديقه تسوغ فالنهاية تساعده داتي، في ليلة قبل التصفيات يذهب داستي إلى طائرة حربية اسمه سكيبر رايلي كي يعلمه كيف يطير بشكل جيد لكن سكيبر يرفض.
DUSTY يدخل التصفيات وعلى الرغم من ان الجمهور يسخر منه لكونه طائرة رش الاسمدة استطاع ان يبهر مدير المسابقة والجمهور لكنه حقق المركز السادس، لاحقا اتاه المدير ليضمه للفائزين بسبب اكتشافه لاحدى الطائرات تستعمل الوقود الممنوع. في وقت لاحق في الصباح يزور سكيبر داستي ويحاول الحديث للخروج من السباق، لكن عندما يفسر داستي انه يرد ان يثبت انه أكثر من مجرد ان يكون طائرة رش اسمدة، سكيبر يقرر تدريب داستي على سرعته وخفة الحركة. في حين أن فيخلال التدريب يعترف داستي انه يخاف من المرتفعات وعلى الرغم من ذلك يستمر تدريبه وعندما كان تاما، داستي يتجه إلى اجتماع السباق في مطار جون اف كينيدي في مدينة نيويورك.
هناك كان يصادق ذائرة سباق مكسيكي هو غريب الاطوار واسمه ال تشوباكابرا الذي يقع في نهاية المطاف في مصداقة المتسابقة الكندية الجميلة روشيل التي لاتظهر الاهتمام به.
داستي قد جعل من نفسه منافس للطائرات الفائزة دوما التي في نفس الوقت يكون متغطرس اسمه Riplinger الذي يسخر من داستي بكل وقاحة بانه مجرد طائرة رش اسمدة، يقع في اعجاب بالمتسابقة Ishani التي تصبح داعمة له، خلال المرحلة الأولى من نيويورك إلى أيسلندا، رفض داستي الطيران عاليا لخوفه الشديد ليحتل المركز الاخير. في المحطة الثانية إلى ألمانيا يظهر داستي الروح الرياضية الجيدة من خلال مساعدة المتسابق الإنكليزي بولدوغ الذي ساعده من تحطم جناحه على ارتفاع، فاز بلدوغ واصبح ممتنا لداستي.
في الهند
Ishani تدعو داستي ان يطير حول تاج محل وتنصحه بالطيران بارتفاع منخفض من خلال جبال الهيمالايا من خلال اتباع الخطوط السكك الحديدية. ومع ذلك بعد ان واجه الصعوبات في القدرة على الطيران من خلال النفق بالكاد يدرك ان Ishani اعطت هذه النصيحة السيئة للحصول على مروحية جديدة من Ripslinger فاصبح يتجنبها. في النهاية تمكن من الحصول على المركز الأول في شنغهاي.
داستي يساعد تشيوكابرا للفوز على روشيل باغنية جميلة. في السباق القادم عبر المحيط الهادي اتباع المتسابق Ripslinger هم نيد وسيد امرا من Ripslinger تخريب الهوائي ل داستي فعندها فقد داستي الهوائي وعانى انخفاض في الوقود، تأتي باعجوبة فرقة الطيران الحربية الأمريكية لانقاذ داستي ومساعدته في العودة إلى السباق. بينما هو في السفينة الحربية التابعة للطيران يكتشف ان سكيبر لم يقم الا في مهمة واحدة وهو مايتناقض سمعته كمحارب قديمفي العديد من المعارك. فيخبره سكيبر انه المهمة كانت ادت بحياة فرقته من قبل العدو اثناء مراقبة تحركاته. يتوه داستي من الطيران بسبب افكاره حول سكيبر وينتهي حلمها في المحيط لكن انقذ في نهاية المطاف. تم نقله جوا إلى المكسيك إلى اصدقائه لكنه اصيب باضرار بالغة فربما لن يطير مرة أخرى.
الروح المعنوية لداستي جعلته يستاء ثم ينظر للانسحاب من السباق لكن بتشجيع من اصداقه بلدوغ، Ishani ، والعديد من المعجبين تبرعوا باجزاء لاصلاحه مع تغير لمعنوياته المتحطمة، داستي يصبح مصمما علئ مواصلة السباق، لكن Ripslinger لن يتخلى عن المؤامرات لوضع حد لمنافسة دلستي في سباق بقوله «مرة واحدة وإلى الابد» قرر الهجوم على داستي لكن احبطت من قبل سكيبر الذي ياتي لمساعدة داستي، عند مسابقة Ripslinger يتغلب داستي على خوفه من المرتفعات مما جعل هو وRipslinger في خط نهاية نيويورك عندما كان يبدو Ripslinger سيفوز غروره يتغلب عليه يستدير داستي ليطير فوقه ويفوز في السباق في حين يتعطل Ripslinger في المراحيض
وهنأ داستي من قبل اصدقائه ومعجبيه وسكيبر شكره لمحاولة الطيران مرة أخرى.
وتنتهي القصة بان بالإرادة والعزيمة يمكن تحقيق النجاح

## طاقم التمثيل

### النسخة الإنجليزية
- داين كوك بدور Dusty crophopper هو مصدر الإلهام وبطل الفيلم من صنع طراز سيسنا PZL-MIELEC M-18 DROMADER
- ستيسي كيتش بدور سكيبر رايلي كان قائد فرقة جوية تابعة للطبران الأمريكي وهو معلم داستي
- داني مان بدور رئيس داستي عندما كان يعملا في مزرعة الذرة
- بريانكا تشوبرا في دور Ishani هي بطلة سباق من الهند وهي رفيقة داستي
- براد غاريت بدور تشوغ شاحنة الوقود صديق داستي
- جوليا لوي دريفوس بدور روشيل طائرة سباق كندية
- كارلوس ألازراكوي بدور تشوباكابرا الطائرة المكسيكية
- جون كليز بدور بولدوغ الطائرة الإنكليزية
- غابريال اغليسياس بدور نيد وسيد اتباع Ripslinger
- روجر كريغ سميث بدور Ripslinger الطائرة المغرورة

### النسخة العربية
- عماد فغالي بدور داستي كروبوبر[3]
- سمير شمص بدور سكيبر
- شادي شمص بدور سباركي، ايكو
- جيهان الملا بدور آيشاني
- خالد السيد بدور تشاغ
- رنا الرفاعي بدور دوتي
- شربل أيوب بدور ريبسلنغر، فرانز، فليغنهورن
- ماهر الشوا بدور نيد
- جورج طويل بدور إل تشوباكابرا
- خليل الحاج علي بدور كولين كاولينغ

## الميزانية والإيرادات
بلغت تكلفة إنتاج الفيلم حوالي 50 مليون دولار بينما حقق أرباحاً تقدر بـ 219,556,799 دولار.

## وصلات خارجية
- الموقع الرسمي
- مقالات تستعمل روابط فنية بلا صلة مع ويكي بيانات